# Élections départementales de 2021 en Seine-et-Marne
Pour un article plus général, voir Élections départementales françaises de 2021.
Les élections départementales en Seine-et-Marne ont lieu les 20 et 27 juin 2021.

## Contexte départemental
Les élections départementales de 2015 ont porté la droite à la tête du département, la coalition entre l'UMP et l'UDI obtenant une supermajorité de 38 sièges, défaisant ainsi la majorité départementale sortante portée par le socialiste Vincent Éblé.
La mandature, marquée par le décès en 2018 de Jean-Jacques Barbaux, vit se succéder trois présidents du conseil départemental. Jean-Louis Thiériot accéda brièvement à la présidence après le décès de ce premier avant de devoir lui-même laisser son poste, étant touché par la loi sur le non-cumul des mandats du fait de son accession à l'Assemblée nationale des suites de la démission d'Yves Jégo, député de la 3e circonscription de Seine-et-Marne dont il était le suppléant. À la dissolution du conseil départemental, son président est Patrick Septiers (UDI).
À noter également sont les défections de Pierre Bacqué, élu sous l'étiquette UMP et rejoignant le Rassemblement national en cours de mandature, ainsi que d'Arnaud de Belenet, également élu sous les couleurs de l'UMP et rejoignant La République en marche.

### Assemblée départementale sortante
Le conseil départemental de Seine-et-Marne sortant est présidé par Patrick Septiers (UDI).
Il comprend 46 conseillers départementaux issus des 23 cantons de Seine-et-Marne.
| Président du conseil départemental   |       |       |      |                           |
| Patrick Septiers (UDI)               |       |       |      |                           |
| Parti                                | Sigle | Sigle | Élus | Groupes                   |
| Majorité (35 sièges)                 |       |       |      |                           |
| Les Républicains                     |       | LR    | 27   | Les Républicains-UDI      |
| Union des démocrates et indépendants |       | UDI   | 6    | Les Républicains-UDI      |
| Divers droite - Agir                 |       | DVD   | 2    | Les Républicains-UDI      |
| Opposition (11 sièges)               |       |       |      |                           |
| Parti socialiste                     |       | PS    | 6    | Socialiste et républicain |
| Parti communiste français            |       | PCF   | 1    | Non-inscrits              |
| Divers gauche                        |       | DVG   | 1    | Non-inscrits              |
| La République en marche              |       | LREM  | 1    | Non-inscrits              |
| Rassemblement national               |       | RN    | 1    | Non-inscrits              |
| Les Républicains                     |       | LR    | 1    | Non-inscrits              |

## Système électoral
Les élections ont lieu au scrutin majoritaire binominal à deux tours. Le système est paritaire : les candidatures sont présentées sous la forme d'un binôme composé d'une femme et d'un homme avec leurs suppléants (une femme et un homme également).
Pour être élu au premier tour, un binôme doit obtenir la majorité absolue des suffrages exprimés et un nombre de suffrages au moins égal à 25 % des électeurs inscrits. Si aucun binôme n'est élu au premier tour, seuls peuvent se présenter au second tour les binômes qui ont obtenu un nombre de suffrages au moins égal à 12,5 % des électeurs inscrits, sans possibilité pour les binômes de fusionner. Est élu au second tour le binôme qui obtient le plus grand nombre de voix.

## Alliances départementales

### Protection, libertés, proximité(RN - LAF - LL - LDP - LR avec le soutien du RN)
Le Rassemblement national, mené par son chef-de-file Aymeric Durox, lui-même candidat dans le canton de Nangis, présente des candidats autonomes dans 22 des 23 cantons du département.
Dans le canton de La Ferté-sous-Jouarre, le RN soutient Martine Bullot et Fabien Vallée, tous deux membres du parti Les Républicains. Conseillère sortante et vice-présidente du département, Bullot perd ses délégations départementales le 31 mai sur décision du président Patrick Septiers. Dans le même temps, l'exclusion des deux candidat LR face au candidat Agir - Majorité Présidentielle soutenu par les Républicain est demandée par Jean-François Parigi, chef-de-file de l'alliance Seine-et-Marne rassemblée et député LR du département.

## Résultats à l'échelle du département

### Résultats par nuances
| Binômes                  | Binômes                              | Binômes                  | Premier tour | Premier tour | Premier tour | Second tour | Second tour   | Second tour | Total | +/-           |  |
| Binômes                  | Binômes                              | Binômes                  | Voix         | %            | Sièges       | Voix        | %             | Sièges      | Total | +/-           |  |
| ------------------------ | ------------------------------------ | ------------------------ | ------------ | ------------ | ------------ | ----------- | ------------- | ----------- | ----- | ------------- |  |
|                          | Les Républicains                     | LR                       | 54 596       | 23,15        | 0            | 91 840      | 37,77         | 22          | 22    | 4             |  |
|                          | Rassemblement national               | RN                       | 49 884       | 21,15        | 0            | 46 199      | 19,00         | 0           | 0     | en stagnation |  |
|                          | Union à gauche avec des écologistes  | UGE                      | 25 218       | 10,69        | 0            | 19 081      | 7,85          | 2           | 2     | Nv.           |  |
|                          | Union à gauche                       | UG                       | 19 147       | 8,12         | 0            | 9 976       | 4,10          | 2           | 2     | 2             |  |
|                          | Divers droite                        | DVD                      | 18 212       | 7,72         | 0            | 13 175      | 5,42          | 2           | 2     | 2             |  |
|                          | Parti socialiste                     | SOC                      | 12 175       | 5,16         | 0            | 24 831      | 10,21         | 8           | 8     | 2             |  |
|                          | Union au centre et à droite          | UCD                      | 11 199       | 4,75         | 0            | 11 117      | 4,57          | 4           | 4     | Nv.           |  |
|                          | Divers centre                        | DVC                      | 6 581        | 2,79         | 0            | 7 544       | 3,10          | 2           | 2     | Nv.           |  |
|                          | Union des démocrates et indépendants | UDI                      | 6 036        | 2,56         | 0            | 8 506       | 3,50          | 2           | 2     | en stagnation |  |
|                          | Écologistes                          | ECO                      | 5 906        | 2,50         | 0            | 3 784       | 1,56          | 0           | 0     | en stagnation |  |
|                          | Divers                               | DIV                      | 5 216        | 2,21         | 0            |             |               |             | 0     | en stagnation |  |
|                          | Parti communiste français            | COM                      | 4 643        | 1,97         | 0            | 0           | Nv.           |             |       |               |  |
|                          | Union à droite                       | UD                       | 4 343        | 1,84         | 0            | 7 098       | 2,92          | 2           | 2     | 8             |  |
|                          | La République en marche              | REM                      | 3 698        | 1,57         | 0            |             |               |             | 0     | Nv.           |  |
|                          | Divers gauche                        | DVG                      | 2 814        | 1,19         | 0            | 0           | 2             |             |       |               |  |
|                          | Extrême gauche                       | EXG                      | 1 715        | 0,73         | 0            | 0           | en stagnation |             |       |               |  |
|                          | Mouvement démocrate                  | MDM                      | 1 389        | 0,59         | 0            | 0           | en stagnation |             |       |               |  |
|                          | Union au centre                      | UC                       | 1 360        | 0,58         | 0            | 0           | Nv.           |             |       |               |  |
|                          | Union au centre et à gauche          | UCG                      | 654          | 0,28         | 0            | 0           | Nv.           |             |       |               |  |
|                          | La France insoumise                  | FI                       | 560          | 0,24         | 0            | 0           | Nv.           |             |       |               |  |
|                          | Droite souverainiste                 | DSV                      | 532          | 0,23         | 0            | 0           | en stagnation |             |       |               |  |
|                          |                                      |                          |              |              |              |             |               |             |       |               |  |
| Suffrages exprimés       | Suffrages exprimés                   | Suffrages exprimés       | 235 878      | 95,47        |              | 243 151     | 91,15         |             |       |               |  |
| Votes blancs             | Votes blancs                         | Votes blancs             | 7 777        | 3,15         | 17 434       | 6,54        |               |             |       |               |  |
| Votes nuls               | Votes nuls                           | Votes nuls               | 3 414        | 3,15         | 6 172        | 2,31        |               |             |       |               |  |
| Total                    | Total                                | Total                    | 247 069      | 100          | 0            | 266 757     | 100           | 46          | 46    | en stagnation |  |
| Abstentions              | Abstentions                          | Abstentions              | 641 284      | 72,19        |              | 621 785     | 69,98         |             |       |               |  |
| Inscrits / participation | Inscrits / participation             | Inscrits / participation | 888 353      | 27,81        | 888 542      | 30,02       |               |             |       |               |  |

### Résultats en nombre de conseillers
|              |                                      |                      |                  |               |
| Partis       | Partis                               | Conseillers sortants | Conseillers élus | Évolution     |
|              | Parti socialiste                     | 6                    | 8                | 2             |
|              | Cap écologie                         | 0                    | 1                | 1             |
|              | Gauche républicaine et socialiste    | 0                    | 1                | 1             |
|              | Parti communiste français            | 1                    | 1                | en stagnation |
|              | Divers gauche                        | 1                    | 0                | 1             |
| Total gauche | Total gauche                         | 8                    | 11               | 3             |
|              | Agir                                 | 1                    | 3                | 3             |
|              | La République en marche              | 1                    | 2                | 1             |
|              | Divers centre                        | 0                    | 1                | 1             |
| Total centre | Total centre                         | 1                    | 6                | 5             |
|              | Les Républicains                     | 28                   | 23               | 5             |
|              | Divers droite                        | 2                    | 3                | 1             |
|              | Union des démocrates et indépendants | 6                    | 3                | 3             |
| Total droite | Total droite                         | 36                   | 29               | 7             |
|              | Rassemblement national               | 1                    | 0                | 1             |
| Total        | Total                                | 46                   | 46               | -             |

### Assemblée départementale élue
| Président du conseil départemental   |       |       |      |                                   |
| Jean-François Parigi (LR)            |       |       |      |                                   |
| Parti                                | Sigle | Sigle | Élus | Groupes                           |
| Majorité (36 sièges)                 |       |       |      |                                   |
| Les Républicains                     |       | LR    | 24   | Les Républicains                  |
| Union des démocrates et indépendants |       | UDI   | 3    | Les Républicains                  |
| Agir                                 |       | Agir  | 3    | Les Républicains                  |
| Divers droite                        |       | DVD   | 2    | Les Républicains                  |
| La République en marche              |       | LREM  | 2    | La République en marche           |
| Cap écologie                         |       | CÉ    | 1    | La République en marche           |
| Divers droite                        |       | DVD   | 1    | Non-inscrits                      |
| Opposition (10 sièges)               |       |       |      |                                   |
| Parti socialiste                     |       | PS    | 8    | Socialiste et républicain         |
| Parti communiste français            |       | PCF   | 1    | Gauche républicaine et communiste |
| Gauche républicaine et socialiste    |       | GRS   | 1    | Gauche républicaine et communiste |

### Élus par canton
Le scrutin est marqué par la stabilité politique, la droite conservant facilement sa majorité. Elle échoue toutefois à Savigny-le-Temple (face à la gauche) et à Coulommiers (face aux centristes), mais conserve Villeparisis (pourtant menacé par les pertes des précédentes municipales). Une alliance inédite de La République en marche et de Cap Écologie emporte le canton d'Ozoir-la-Ferrière au détriment des Républicains.
| Canton                   | Sortants                 | Parti | Parti | Élus                     | Parti | Parti |
| ------------------------ | ------------------------ | ----- | ----- | ------------------------ | ----- | ----- |
| Champs-sur-Marne         | Vincent Éblé             |       | PS    | Vincent Éblé             |       | PS    |
| Champs-sur-Marne         | Julie Gobert             |       | PS    | Julie Gobert             |       | PS    |
| Chelles                  | Céline Netthavongs       |       | UDI   | Céline Netthavongs       |       | UDI   |
| Chelles                  | Brice Rabaste            |       | LR    | Brice Rabaste            |       | LR    |
| Claye-Souilly            | Olivier Morin            |       | LR    | Olivier Morin            |       | LR    |
| Claye-Souilly            | Véronique Pasquier       |       | LR    | Véronique Pasquier       |       | LR    |
| Combs-la-Ville           | Jean Laviolette          |       | PS    | Jean Laviolette          |       | PS    |
| Combs-la-Ville           | Virginie Thobor          |       | PS    | Virginie Thobor          |       | PS    |
| Coulommiers              | Yves Jaunaux             |       | LR    | Michel Jozon             |       | DVD   |
| Coulommiers              | Laurence Picard          |       | Agir  | Sophie Deloisy           |       | Agir  |
| La Ferté-sous-Jouarre    | Martine Bullot           |       | LR    | Cindy Moussi             |       | LR    |
| La Ferté-sous-Jouarre    | Ugo Pezzetta             |       | Agir  | Ugo Pezzetta             |       | Agir  |
| Fontainebleau            | Pierre Bacqué            |       | RN    | Pascal Gouhoury          |       | LR    |
| Fontainebleau            | Béatrice Rucheton        |       | LR    | Béatrice Rucheton        |       | LR    |
| Fontenay-Trésigny        | Jean-Marc Chanussot      |       | LR    | Jean-Marc Chanussot      |       | LR    |
| Fontenay-Trésigny        | Daisy Luczak             |       | LR    | Daisy Luczak             |       | LR    |
| Lagny-sur-Marne          | Geneviève Sert           |       | UDI   | Bouchra Fenzar-Rizki     |       | LR    |
| Lagny-sur-Marne          | Sinclair Vouriot         |       | CNIP  | Christian Robache        |       | Agir  |
| Meaux                    | Sarah Lacroix            |       | LR    | Sarah Lacroix            |       | LR    |
| Meaux                    | Jérôme Tisserand         |       | LR    | Jean-François Parigi     |       | LR    |
| Melun                    | Nathalie Beaulnes-Séréni |       | LR    | Nathalie Beaulnes-Séréni |       | LR    |
| Melun                    | Denis Jullemier          |       | LR    | Denis Jullemier          |       | LR    |
| Mitry-Mory               | Bernard Corneille        |       | DVG   | Anthony Gratacos         |       | GRS   |
| Mitry-Mory               | Marianne Margaté         |       | PCF   | Marianne Margaté         |       | PCF   |
| Montereau-Fault-Yonne    | Patrick Septiers         |       | UDI   | Patrick Septiers         |       | UDI   |
| Montereau-Fault-Yonne    | Andrée Zaidi             |       | UDI   | Majdoline Bourgeais      |       | UDI   |
| Nangis                   | Nolwenn Le Bouter        |       | LR    | Nolwenn Le Bouter        |       | LR    |
| Nangis                   | Jean-Louis Thiériot      |       | LR    | Jean-Louis Thiériot      |       | LR    |
| Nemours                  | Bernard Cozic            |       | LR    | Bernard Cozic            |       | LR    |
| Nemours                  | Isoline Garreau          |       | LR    | Isoline Garreau          |       | LR    |
| Ozoir-la-Ferrière        | Jean-François Oneto      |       | LR    | Laurent Gautier          |       | LREM  |
| Ozoir-la-Ferrière        | Anne-Laure Fontbonne     |       | LR    | Mireille Munch           |       | CÉ    |
| Pontault-Combault        | Smaïl Djebara            |       | PS    | Smaïl Djebara            |       | PS    |
| Pontault-Combault        | Monique Delessard        |       | PS    | Sara Short-Ferjule       |       | PS    |
| Provins                  | Olivier Lavenka          |       | LR    | Olivier Lavenka          |       | LR    |
| Provins                  | Sandrine Sosinski        |       | LR    | Sandrine Sosinski        |       | LR    |
| Saint-Fargeau-Ponthierry | Jérôme Guyard            |       | LR    | Vincent Paul-Petit       |       | LR    |
| Saint-Fargeau-Ponthierry | Véronique Veau           |       | LR    | Véronique Veau           |       | LR    |
| Savigny-le-Temple        | Franck Vernin            |       | UDI   | Éric Bareille            |       | PS    |
| Savigny-le-Temple        | Cathy Bissonnier         |       | LR    | Marie-Line Pichery       |       | PS    |
| Serris                   | Arnaud de Belenet        |       | LREM  | Thierry Cerri            |       | DVD   |
| Serris                   | Valérie Pottiez-Husson   |       | LR    | Anne Gbiorczyk           |       | DVD   |
| Torcy                    | Ludovic Boutillier       |       | LR    | Yann Dubosc              |       | LR    |
| Torcy                    | Martine Duvernois        |       | UDI   | Claudine Thomas          |       | LR    |
| Villeparisis             | Isabelle Recio           |       | LR    | Emma Abreu               |       | LREM  |
| Villeparisis             | Xavier Vanderbise        |       | LR    | Xavier Vanderbise        |       | LR    |

## Résultats par canton
Les binômes sont présentés par ordre décroissant des résultats au premier tour. En cas de victoire au second tour du binôme arrivé en deuxième place au premier, ses résultats sont indiqués en gras.

### Canton de Champs-sur-Marne
| Candidats                | Candidats                | Partis                   | Nuance                   | Premier tour | Premier tour | Second tour | Second tour |
| Candidats                | Candidats                | Partis                   | Nuance                   | Voix         | %            | Voix        | %           |
| ------------------------ | ------------------------ | ------------------------ | ------------------------ | ------------ | ------------ | ----------- | ----------- |
|                          | Vincent Éblé             | PS                       | SOC                      | 3 354        | 42,19        | 5 284       | 63,25       |
|                          | Julie Gobert             | PS                       | SOC                      | 3 354        | 42,19        | 5 284       | 63,25       |
|                          | Michel Colas             | LR                       | LR                       | 1 461        | 18,38        | 3 070       | 36,75       |
|                          | Cécilia Daulin           | DVD                      | LR                       | 1 461        | 18,38        | 3 070       | 36,75       |
|                          | Daniel Alarçon-Muscat    | PCF                      | UG                       | 1 243        | 15,64        |             |             |
|                          | Françoise Godin          | LFI                      | UG                       | 1 243        | 15,64        |             |             |
|                          | Homan Darakhshanfar      | RN                       | RN                       | 968          | 12,18        |             |             |
|                          | Karinne Tornero          | RN                       | RN                       | 968          | 12,18        |             |             |
|                          | Rachel Banza             | LREM                     | REM                      | 924          | 11,62        |             |             |
|                          | Steve Boumbou-Liotta     | LREM                     | REM                      | 924          | 11,62        |             |             |
|                          |                          |                          |                          |              |              |             |             |
| Suffrages exprimés       | Suffrages exprimés       | Suffrages exprimés       | Suffrages exprimés       | 7 950        | 96,36        | 8 354       | 93,15       |
| Votes blancs             | Votes blancs             | Votes blancs             | Votes blancs             | 198          | 2,40         | 407         | 4,54        |
| Votes nuls               | Votes nuls               | Votes nuls               | Votes nuls               | 102          | 1,24         | 207         | 2,31        |
| Total                    | Total                    | Total                    | Total                    | 8 250        | 100          | 8 968       | 100         |
| Abstention               | Abstention               | Abstention               | Abstention               | 25 122       | 75,28        | 24 407      | 73,13       |
| Inscrits / participation | Inscrits / participation | Inscrits / participation | Inscrits / participation | 33 372       | 24,72        | 33 375      | 26,87       |

### Canton de Chelles
| Candidats                | Candidats                | Partis                   | Nuance                   | Premier tour | Premier tour | Second tour | Second tour |
| Candidats                | Candidats                | Partis                   | Nuance                   | Voix         | %            | Voix        | %           |
| ------------------------ | ------------------------ | ------------------------ | ------------------------ | ------------ | ------------ | ----------- | ----------- |
|                          | Céline Netthavongs       | UDI                      | UD                       | 4 343        | 51,60        | 7 098       | 85,36       |
|                          | Brice Rabaste            | LR                       | UD                       | 4 343        | 51,60        | 7 098       | 85,36       |
|                          | Annie Lamoureux          | RN                       | RN                       | 931          | 11,06        | 1 217       | 14,64       |
|                          | Arnaud Rioult            | RN                       | RN                       | 931          | 11,06        | 1 217       | 14,64       |
|                          | Toufik Bouallaga         | EÉLV                     | UGE                      | 902          | 10,72        |             |             |
|                          | Céline de Kerpel         | LFI                      | UGE                      | 902          | 10,72        |             |             |
|                          | Salim Drici              | SE                       | DIV                      | 882          | 10,48        |             |             |
|                          | Patricia Lavorata        | SE                       | DIV                      | 882          | 10,48        |             |             |
|                          | Coralie Jobelin          | PCF                      | UG                       | 849          | 10,09        |             |             |
|                          | Raphaël Valette          | PS                       | UG                       | 849          | 10,09        |             |             |
|                          | Jean-Nestor Bongolo      | LREM                     | REM                      | 509          | 6,05         |             |             |
|                          | Laurence Brisoux         | SE                       | REM                      | 509          | 6,05         |             |             |
|                          |                          |                          |                          |              |              |             |             |
| Suffrages exprimés       | Suffrages exprimés       | Suffrages exprimés       | Suffrages exprimés       | 8 416        | 97,60        | 8 315       | 90,60       |
| Votes blancs             | Votes blancs             | Votes blancs             | Votes blancs             | 108          | 1,25         | 578         | 6,30        |
| Votes nuls               | Votes nuls               | Votes nuls               | Votes nuls               | 99           | 1,15         | 285         | 3,11        |
| Total                    | Total                    | Total                    | Total                    | 8 623        | 100          | 9 178       | 100         |
| Abstention               | Abstention               | Abstention               | Abstention               | 23 944       | 73,52        | 23 402      | 71,83       |
| Inscrits / participation | Inscrits / participation | Inscrits / participation | Inscrits / participation | 32 567       | 26,48        | 32 580      | 28,17       |

### Canton de Claye-Souilly
| Candidats                | Candidats                | Partis                   | Nuance                   | Premier tour | Premier tour | Second tour | Second tour |
| Candidats                | Candidats                | Partis                   | Nuance                   | Voix         | %            | Voix        | %           |
| ------------------------ | ------------------------ | ------------------------ | ------------------------ | ------------ | ------------ | ----------- | ----------- |
|                          | Olivier Morin            | LR                       | LR                       | 2 959        | 30,37        | 6 517       | 65,34       |
|                          | Véronique Pasquier       | LR                       | LR                       | 2 959        | 30,37        | 6 517       | 65,34       |
|                          | Dorothée Nicolle         | RN                       | RN                       | 2 852        | 29,27        | 3 457       | 34,66       |
|                          | Joachim Simon            | RN                       | RN                       | 2 852        | 29,27        | 3 457       | 34,66       |
|                          | Julien Boussange         | DVD                      | DVD                      | 1 952        | 20,03        |             |             |
|                          | Marion Tallis            | DVD                      | DVD                      | 1 952        | 20,03        |             |             |
|                          | Nathalie Dachicourt      | EÉLV                     | ECO                      | 1 922        | 19,72        |             |             |
|                          | Christian Tarrieu        | EÉLV                     | ECO                      | 1 922        | 19,72        |             |             |
|                          | Donia Brahmia            | SE                       | DIV                      | 59           | 0,61         |             |             |
|                          | Mehdi Medjdoub           | SE                       | DIV                      | 59           | 0,61         |             |             |
|                          |                          |                          |                          |              |              |             |             |
| Suffrages exprimés       | Suffrages exprimés       | Suffrages exprimés       | Suffrages exprimés       | 9 744        | 93,82        | 9 974       | 90,03       |
| Votes blancs             | Votes blancs             | Votes blancs             | Votes blancs             | 416          | 4,01         | 910         | 8,21        |
| Votes nuls               | Votes nuls               | Votes nuls               | Votes nuls               | 226          | 2,18         | 194         | 1,75        |
| Total                    | Total                    | Total                    | Total                    | 10 386       | 100          | 11 078      | 100         |
| Abstention               | Abstention               | Abstention               | Abstention               | 24 247       | 70,01        | 23 568      | 68,03       |
| Inscrits / participation | Inscrits / participation | Inscrits / participation | Inscrits / participation | 34 633       | 29,99        | 34 646      | 31,97       |

### Canton de Combs-la-Ville
| Candidats                | Candidats                | Partis                   | Nuance                   | Premier tour | Premier tour | Second tour | Second tour |
| Candidats                | Candidats                | Partis                   | Nuance                   | Voix         | %            | Voix        | %           |
| ------------------------ | ------------------------ | ------------------------ | ------------------------ | ------------ | ------------ | ----------- | ----------- |
|                          | Jean Laviolette          | PS                       | SOC                      | 2 800        | 28,27        | 5 457       | 52,59       |
|                          | Virginie Thobor          | PS                       | SOC                      | 2 800        | 28,27        | 5 457       | 52,59       |
|                          | Alain Auzet              | LR                       | LR                       | 2 261        | 22,82        | 4 920       | 47,41       |
|                          | Juliette Bredas          | DVD                      | LR                       | 2 261        | 22,82        | 4 920       | 47,41       |
|                          | Brigitte Rossband        | RN                       | RN                       | 2 028        | 20,47        |             |             |
|                          | Morgann Vanacker         | RN                       | RN                       | 2 028        | 20,47        |             |             |
|                          | Bernard Dantec           | LFI                      | UGE                      | 1 478        | 14,92        |             |             |
|                          | Julie Pelloux            | EÉLV                     | UGE                      | 1 478        | 14,92        |             |             |
|                          | Danièle Dramard          | LREM                     | REM                      | 995          | 10,04        |             |             |
|                          | Hervé Racine             | LREM                     | REM                      | 995          | 10,04        |             |             |
|                          | Florence Nomenyo         | SE                       | DIV                      | 344          | 3,47         |             |             |
|                          | François Verret          | SE                       | DIV                      | 344          | 3,47         |             |             |
|                          |                          |                          |                          |              |              |             |             |
| Suffrages exprimés       | Suffrages exprimés       | Suffrages exprimés       | Suffrages exprimés       | 9 906        | 95,50        | 10 377      | 92,12       |
| Votes blancs             | Votes blancs             | Votes blancs             | Votes blancs             | 381          | 3,67         | 705         | 6,26        |
| Votes nuls               | Votes nuls               | Votes nuls               | Votes nuls               | 86           | 0,83         | 183         | 1,62        |
| Total                    | Total                    | Total                    | Total                    | 10 373       | 100          | 11 265      | 100         |
| Abstention               | Abstention               | Abstention               | Abstention               | 32 679       | 75,91        | 31 803      | 73,84       |
| Inscrits / participation | Inscrits / participation | Inscrits / participation | Inscrits / participation | 43 052       | 24,09        | 43 068      | 26,16       |

### Canton de Coulommiers
| Candidats                | Candidats                   | Partis                   | Nuance                   | Premier tour | Premier tour | Second tour | Second tour |
| Candidats                | Candidats                   | Partis                   | Nuance                   | Voix         | %            | Voix        | %           |
| ------------------------ | --------------------------- | ------------------------ | ------------------------ | ------------ | ------------ | ----------- | ----------- |
|                          | Sophie Deloisy              | Agir                     | DVC                      | 3 604        | 30,46        | 7 544       | 61,90       |
|                          | Michel Jozon                | DVD                      | DVC                      | 3 604        | 30,46        | 7 544       | 61,90       |
|                          | Philippe Fretel             | RN                       | RN                       | 3 431        | 29,00        | 4 643       | 38,10       |
|                          | Catherine Maether           | RN                       | RN                       | 3 431        | 29,00        | 4 643       | 38,10       |
|                          | Véronique Lantenois Maassen | LR                       | LR                       | 2 439        | 20,61        |             |             |
|                          | Nicolas Roch                | LR                       | LR                       | 2 439        | 20,61        |             |             |
|                          | Nicolas Bergeron            | PCF                      | COM                      | 2 359        | 19,94        |             |             |
|                          | Aude Canale                 | PCF                      | COM                      | 2 359        | 19,94        |             |             |
|                          |                             |                          |                          |              |              |             |             |
| Suffrages exprimés       | Suffrages exprimés          | Suffrages exprimés       | Suffrages exprimés       | 11 833       | 94,94        | 12 187      | 91,02       |
| Votes blancs             | Votes blancs                | Votes blancs             | Votes blancs             | 443          | 3,55         | 857         | 6,40        |
| Votes nuls               | Votes nuls                  | Votes nuls               | Votes nuls               | 188          | 1,51         | 346         | 2,58        |
| Total                    | Total                       | Total                    | Total                    | 12 464       | 100          | 13 390      | 100         |
| Abstention               | Abstention                  | Abstention               | Abstention               | 31 389       | 71,58        | 30 472      | 69,47       |
| Inscrits / participation | Inscrits / participation    | Inscrits / participation | Inscrits / participation | 43 853       | 28,42        | 43 853      | 30,53       |

### Canton de La Ferté-sous-Jouarre
| Candidats                | Candidats                | Partis                   | Nuance                   | Premier tour | Premier tour | Second tour | Second tour |
| Candidats                | Candidats                | Partis                   | Nuance                   | Voix         | %            | Voix        | %           |
| ------------------------ | ------------------------ | ------------------------ | ------------------------ | ------------ | ------------ | ----------- | ----------- |
|                          | Cindy Moussi-Le Guillou  | LR                       | UCD                      | 4 464        | 42,16        | 6 726       | 61,98       |
|                          | Ugo Pezzetta             | Agir                     | UCD                      | 4 464        | 42,16        | 6 726       | 61,98       |
|                          | Martine Bullot           | LR diss.                 | DVD                      | 3 505        | 33,10        | 4 126       | 38,02       |
|                          | Fabien Vallée            | LR diss.                 | DVD                      | 3 505        | 33,10        | 4 126       | 38,02       |
|                          | Sabine Ditte             | LFI                      | UG                       | 2 620        | 24,74        |             |             |
|                          | Pierre-Rick Thebault     | PCF                      | UG                       | 2 620        | 24,74        |             |             |
|                          |                          |                          |                          |              |              |             |             |
| Suffrages exprimés       | Suffrages exprimés       | Suffrages exprimés       | Suffrages exprimés       | 10 589       | 94,32        | 10 852      | 88,43       |
| Votes blancs             | Votes blancs             | Votes blancs             | Votes blancs             | 457          | 4,07         | 1 048       | 8,54        |
| Votes nuls               | Votes nuls               | Votes nuls               | Votes nuls               | 181          | 1,61         | 372         | 3,03        |
| Total                    | Total                    | Total                    | Total                    | 11 227       | 100          | 12 272      | 100         |
| Abstention               | Abstention               | Abstention               | Abstention               | 29 693       | 72,56        | 28 664      | 70,02       |
| Inscrits / participation | Inscrits / participation | Inscrits / participation | Inscrits / participation | 40 920       | 27,44        | 40 936      | 29,98       |

### Canton de Fontainebleau
| Candidats                | Candidats                | Partis                   | Nuance                   | Premier tour | Premier tour | Second tour | Second tour |
| Candidats                | Candidats                | Partis                   | Nuance                   | Voix         | %            | Voix        | %           |
| ------------------------ | ------------------------ | ------------------------ | ------------------------ | ------------ | ------------ | ----------- | ----------- |
|                          | Pascal Gouhoury          | LR                       | LR                       | 5 592        | 36,63        | 11 882      | 76,46       |
|                          | Béatrice Rucheton        | LR                       | LR                       | 5 592        | 36,63        | 11 882      | 76,46       |
|                          | Ivanka Dimitrova         | RN                       | RN                       | 3 025        | 19,82        | 3 659       | 23,54       |
|                          | Armel Garnier            | RN                       | RN                       | 3 025        | 19,82        | 3 659       | 23,54       |
|                          | Sylvie Chantelauze       | LR                       | DVD                      | 2 905        | 19,03        |             |             |
|                          | Cédric Thoma             | LR                       | DVD                      | 2 905        | 19,03        |             |             |
|                          | Amina Bacar              | DVG                      | UGE                      | 2 534        | 16,60        |             |             |
|                          | François Roy             | EÉLV                     | UGE                      | 2 534        | 16,60        |             |             |
|                          | Myriam Boulghalegh       | PCF                      | UG                       | 1 209        | 7,29         |             |             |
|                          | Bruno Plouzeau           | LFI                      | UG                       | 1 209        | 7,29         |             |             |
|                          |                          |                          |                          |              |              |             |             |
| Suffrages exprimés       | Suffrages exprimés       | Suffrages exprimés       | Suffrages exprimés       | 15 265       | 95,98        | 15 541      | 90,81       |
| Votes blancs             | Votes blancs             | Votes blancs             | Votes blancs             | 393          | 2,47         | 1 201       | 7,02        |
| Votes nuls               | Votes nuls               | Votes nuls               | Votes nuls               | 246          | 1,55         | 371         | 2,17        |
| Total                    | Total                    | Total                    | Total                    | 15 904       | 100          | 17 113      | 100         |
| Abstention               | Abstention               | Abstention               | Abstention               | 29 028       | 64,60        | 27 832      | 61,92       |
| Inscrits / participation | Inscrits / participation | Inscrits / participation | Inscrits / participation | 44 932       | 35,40        | 44 945      | 38,08       |

### Canton de Fontenay-Trésigny
| Candidats                | Candidats                | Partis                   | Nuance                   | Premier tour | Premier tour | Second tour | Second tour |
| Candidats                | Candidats                | Partis                   | Nuance                   | Voix         | %            | Voix        | %           |
| ------------------------ | ------------------------ | ------------------------ | ------------------------ | ------------ | ------------ | ----------- | ----------- |
|                          | Jean-Marc Chanussot      | LR                       | LR                       | 4 241        | 44,32        | 6 704       | 66,81       |
|                          | Daisy Luczak             | LR                       | LR                       | 4 241        | 44,32        | 6 704       | 66,81       |
|                          | Christophe Gay           | RN                       | RN                       | 3 037        | 31,74        | 3 331       | 33,19       |
|                          | Laura Lucchini           | RN                       | RN                       | 3 037        | 31,74        | 3 331       | 33,19       |
|                          | Patrick Lecour           | PCF                      | COM                      | 1 659        | 17,34        |             |             |
|                          | Martine Recorda          | PCF                      | COM                      | 1 659        | 17,34        |             |             |
|                          | Françoise Cottin         | POID                     | EXG                      | 631          | 6,59         |             |             |
|                          | Michel Senotier          | POID                     | EXG                      | 631          | 6,59         |             |             |
|                          |                          |                          |                          |              |              |             |             |
| Suffrages exprimés       | Suffrages exprimés       | Suffrages exprimés       | Suffrages exprimés       | 9 568        | 94,62        | 10 035      | 91,19       |
| Votes blancs             | Votes blancs             | Votes blancs             | Votes blancs             | 392          | 3,88         | 715         | 6,50        |
| Votes nuls               | Votes nuls               | Votes nuls               | Votes nuls               | 152          | 1,50         | 255         | 2,32        |
| Total                    | Total                    | Total                    | Total                    | 10 112       | 100          | 11 005      | 100         |
| Abstention               | Abstention               | Abstention               | Abstention               | 26 163       | 72,12        | 25 257      | 69,65       |
| Inscrits / participation | Inscrits / participation | Inscrits / participation | Inscrits / participation | 36 275       | 27,88        | 36 262      | 30,35       |

### Canton de Lagny-sur-Marne
| Candidats                | Candidats                        | Partis                   | Nuance                   | Premier tour | Premier tour | Second tour | Second tour |
| Candidats                | Candidats                        | Partis                   | Nuance                   | Voix         | %            | Voix        | %           |
| ------------------------ | -------------------------------- | ------------------------ | ------------------------ | ------------ | ------------ | ----------- | ----------- |
|                          | Bouchra Fenzar-Rizki             | DVD                      | LR                       | 3 250        | 26,85        | 7 309       | 58,22       |
|                          | Christian Robache                | Agir                     | LR                       | 3 250        | 26,85        | 7 309       | 58,22       |
|                          | Thibaud Guillemet                | G.s                      | UGE                      | 2 498        | 20,64        | 5 246       | 41,78       |
|                          | Karine Merel                     | EÉLV                     | UGE                      | 2 498        | 20,64        | 5 246       | 41,78       |
|                          | Sylviane da Fonseca              | RN                       | RN                       | 2 205        | 18,22        |             |             |
|                          | Joël Le Pahun                    | RN                       | RN                       | 2 205        | 18,22        |             |             |
|                          | Michael Lopez                    | UDI                      | UDI                      | 1 915        | 15,82        |             |             |
|                          | Geneviève Sert                   | UDI                      | UDI                      | 1 915        | 15,82        |             |             |
|                          | Serge Klopp                      | PCF                      | UG                       | 1 087        | 8,98         |             |             |
|                          | Ersilia Soudais                  | LFI                      | UG                       | 1 087        | 8,98         |             |             |
|                          | Nathalie Fordelone               | LREM                     | DVC                      | 1 010        | 8,34         |             |             |
|                          | Rodrigue Kokouendo               | LREM                     | DVC                      | 1 010        | 8,34         |             |             |
|                          | Yannick Maillot                  | SE                       | DIV                      | 140          | 1,16         |             |             |
|                          | Annie Marcelle Molist-Chaponnier | SE                       | DIV                      | 140          | 1,16         |             |             |
|                          |                                  |                          |                          |              |              |             |             |
| Suffrages exprimés       | Suffrages exprimés               | Suffrages exprimés       | Suffrages exprimés       | 12 105       | 96,62        | 12 555      | 93,37       |
| Votes blancs             | Votes blancs                     | Votes blancs             | Votes blancs             | 277          | 2,21         | 586         | 4,36        |
| Votes nuls               | Votes nuls                       | Votes nuls               | Votes nuls               | 147          | 1,17         | 306         | 2,28        |
| Total                    | Total                            | Total                    | Total                    | 12 529       | 100          | 13 447      | 100         |
| Abstention               | Abstention                       | Abstention               | Abstention               | 30 720       | 71,03        | 29 807      | 68,91       |
| Inscrits / participation | Inscrits / participation         | Inscrits / participation | Inscrits / participation | 43 249       | 28,97        | 43 254      | 31,09       |

### Canton de Meaux
| Candidats                | Candidats                | Partis                   | Nuance                   | Premier tour | Premier tour | Second tour | Second tour |
| Candidats                | Candidats                | Partis                   | Nuance                   | Voix         | %            | Voix        | %           |
| ------------------------ | ------------------------ | ------------------------ | ------------------------ | ------------ | ------------ | ----------- | ----------- |
|                          | Sarah Lacroix            | LR                       | LR                       | 3 113        | 50,91        | 5 041       | 79,69       |
|                          | Jean-François Parigi     | LR                       | LR                       | 3 113        | 50,91        | 5 041       | 79,69       |
|                          | Roberte Gastineau        | RN                       | RN                       | 1 007        | 16,47        | 1 285       | 20,31       |
|                          | Baudoin Loron            | RN                       | RN                       | 1 007        | 16,47        | 1 285       | 20,31       |
|                          | Arnaud Amar              | PS                       | UGE                      | 941          | 15,39        |             |             |
|                          | Nathalie Cadiou          | EÉLV                     | UGE                      | 941          | 15,39        |             |             |
|                          | Valérie Delage           | LFI                      | FI                       | 560          | 9,16         |             |             |
|                          | Clément Massonnié        | LFI                      | FI                       | 560          | 9,16         |             |             |
|                          | Franck Bouvrain          | DVD                      | DIV                      | 494          | 8,08         |             |             |
|                          | Baou Ima                 | DVD                      | DIV                      | 494          | 8,08         |             |             |
|                          |                          |                          |                          |              |              |             |             |
| Suffrages exprimés       | Suffrages exprimés       | Suffrages exprimés       | Suffrages exprimés       | 6 115        | 96,76        | 6 326       | 91,02       |
| Votes blancs             | Votes blancs             | Votes blancs             | Votes blancs             | 127          | 2,01         | 467         | 6,72        |
| Votes nuls               | Votes nuls               | Votes nuls               | Votes nuls               | 78           | 1,23         | 157         | 2,26        |
| Total                    | Total                    | Total                    | Total                    | 6 320        | 100          | 6 950       | 100         |
| Abstention               | Abstention               | Abstention               | Abstention               | 21 761       | 77,49        | 21 131      | 75,25       |
| Inscrits / participation | Inscrits / participation | Inscrits / participation | Inscrits / participation | 28 081       | 22,51        | 28 081      | 24,75       |

### Canton de Melun
| Candidats                | Candidats                | Partis                   | Nuance                   | Premier tour | Premier tour | Second tour | Second tour |
| Candidats                | Candidats                | Partis                   | Nuance                   | Voix         | %            | Voix        | %           |
| ------------------------ | ------------------------ | ------------------------ | ------------------------ | ------------ | ------------ | ----------- | ----------- |
|                          | Nathalie Beaulnes-Sereni | LR                       | LR                       | 2 588        | 28,58        | 5 558       | 59,96       |
|                          | Denis Jullemier          | LR                       | LR                       | 2 588        | 28,58        | 5 558       | 59,96       |
|                          | Julien Guérin            | GRS                      | UGE                      | 1 844        | 20,37        | 3 712       | 40,04       |
|                          | Bénédicte Monville       | EÉLV                     | UGE                      | 1 844        | 20,37        | 3 712       | 40,04       |
|                          | Fabrice Paris            | RN                       | RN                       | 1 833        | 20,25        |             |             |
|                          | Flora Roux               | RN                       | RN                       | 1 833        | 20,25        |             |             |
|                          | Aude Luquet              | MoDem                    | MDM                      | 1 389        | 15,34        |             |             |
|                          | Clodi Pratola            | DVD                      | MDM                      | 1 389        | 15,34        |             |             |
|                          | Céline Gillier           | PS                       | SOC                      | 1 008        | 11,13        |             |             |
|                          | Louis-Samuel Pilcer      | PS                       | SOC                      | 1 008        | 11,13        |             |             |
|                          | Mireille Bouzols-Breton  | 4P                       | DVD                      | 206          | 2,28         |             |             |
|                          | Loïc Rousselle           | 4P                       | DVD                      | 206          | 2,28         |             |             |
|                          | Monique Bodin            | POID                     | EXG                      | 186          | 2,05         |             |             |
|                          | Patrick Delvert          | POID                     | EXG                      | 186          | 2,05         |             |             |
|                          |                          |                          |                          |              |              |             |             |
| Suffrages exprimés       | Suffrages exprimés       | Suffrages exprimés       | Suffrages exprimés       | 9 054        | 95,82        | 9 270       | 91,91       |
| Votes blancs             | Votes blancs             | Votes blancs             | Votes blancs             | 250          | 2,65         | 533         | 5,28        |
| Votes nuls               | Votes nuls               | Votes nuls               | Votes nuls               | 145          | 1,53         | 283         | 2,81        |
| Total                    | Total                    | Total                    | Total                    | 9 449        | 100          | 10 086      | 100         |
| Abstention               | Abstention               | Abstention               | Abstention               | 26 119       | 73,43        | 25 513      | 71,67       |
| Inscrits / participation | Inscrits / participation | Inscrits / participation | Inscrits / participation | 35 568       | 26,57        | 35 599      | 28,33       |

### Canton de Mitry-Mory
| Candidats                | Candidats                | Partis                   | Nuance                   | Premier tour | Premier tour | Second tour | Second tour |
| Candidats                | Candidats                | Partis                   | Nuance                   | Voix         | %            | Voix        | %           |
| ------------------------ | ------------------------ | ------------------------ | ------------------------ | ------------ | ------------ | ----------- | ----------- |
|                          | Anthony Gratacos         | GRS                      | UG                       | 3 034        | 31,17        | 5 934       | 58,78       |
|                          | Marianne Margaté         | PCF                      | UG                       | 3 034        | 31,17        | 5 934       | 58,78       |
|                          | Didier Bernard           | RN                       | RN                       | 2 742        | 28,17        | 4 161       | 41,22       |
|                          | Béatrice Roullaud        | RN                       | RN                       | 2 742        | 28,17        | 4 161       | 41,22       |
|                          | Alain Aubry              | DVD                      | DIV                      | 2 486        | 25,54        |             |             |
|                          | Viviane Didier           | DVG                      | DIV                      | 2 486        | 25,54        |             |             |
|                          | Corinne Adamski-Caekeart | LR                       | UCD                      | 1 471        | 15,11        |             |             |
|                          | Laurent Prugneau         | UDI                      | UCD                      | 1 471        | 15,11        |             |             |
|                          |                          |                          |                          |              |              |             |             |
| Suffrages exprimés       | Suffrages exprimés       | Suffrages exprimés       | Suffrages exprimés       | 9 733        | 95,85        | 10 095      | 91,11       |
| Votes blancs             | Votes blancs             | Votes blancs             | Votes blancs             | 288          | 2,84         | 723         | 6,53        |
| Votes nuls               | Votes nuls               | Votes nuls               | Votes nuls               | 133          | 1,31         | 262         | 2,36        |
| Total                    | Total                    | Total                    | Total                    | 10 154       | 100          | 11 080      | 100         |
| Abstention               | Abstention               | Abstention               | Abstention               | 29 063       | 74,11        | 28 147      | 71,75       |
| Inscrits / participation | Inscrits / participation | Inscrits / participation | Inscrits / participation | 39 217       | 25,89        | 39 227      | 28,25       |

### Canton de Montereau-Fault-Yonne
| Candidats                | Candidats                    | Partis                   | Nuance                   | Premier tour | Premier tour | Second tour | Second tour |
| Candidats                | Candidats                    | Partis                   | Nuance                   | Voix         | %            | Voix        | %           |
| ------------------------ | ---------------------------- | ------------------------ | ------------------------ | ------------ | ------------ | ----------- | ----------- |
|                          | Majdoline Bourgeais-El Abidi | UDI                      | UDI                      | 4 121        | 32,29        | 8 506       | 68,36       |
|                          | Patrick Septiers             | UDI                      | UDI                      | 4 121        | 32,29        | 8 506       | 68,36       |
|                          | Dominique Lioret             | RN                       | RN                       | 2 878        | 22,55        | 3 937       | 31,64       |
|                          | Isabelle Thieffry            | RN                       | RN                       | 2 878        | 22,55        | 3 937       | 31,64       |
|                          | Rose de la Fuente            | EÉLV                     | UGE                      | 2 401        | 18,81        |             |             |
|                          | Jean-Christophe Paquier      | PP                       | UGE                      | 2 401        | 18,81        |             |             |
|                          | Arnaud Labouze               | DVD                      | DVD                      | 2 045        | 16,02        |             |             |
|                          | Andrée Zaidi                 | UDI                      | DVD                      | 2 045        | 16,02        |             |             |
|                          | Guillaume Depresles          | LFI                      | UG                       | 1 002        | 7,85         |             |             |
|                          | Virginie Masson              | PCF                      | UG                       | 1 002        | 7,85         |             |             |
|                          | Valérie Coupé                | POID                     | EXG                      | 316          | 2,48         |             |             |
|                          | Christopher Halleur          | POID                     | EXG                      | 316          | 2,48         |             |             |
|                          |                              |                          |                          |              |              |             |             |
| Suffrages exprimés       | Suffrages exprimés           | Suffrages exprimés       | Suffrages exprimés       | 12 763       | 95,22        | 12 443      | 88,65       |
| Votes blancs             | Votes blancs                 | Votes blancs             | Votes blancs             | 477          | 3,56         | 1 276       | 9,09        |
| Votes nuls               | Votes nuls                   | Votes nuls               | Votes nuls               | 164          | 1,22         | 317         | 2,26        |
| Total                    | Total                        | Total                    | Total                    | 13 404       | 100          | 14 036      | 100         |
| Abstention               | Abstention                   | Abstention               | Abstention               | 30 641       | 69,57        | 30 002      | 68,13       |
| Inscrits / participation | Inscrits / participation     | Inscrits / participation | Inscrits / participation | 44 045       | 30,43        | 44 038      | 31,87       |

### Canton de Nangis
| Candidats                | Candidats                | Partis                   | Nuance                   | Premier tour | Premier tour | Second tour | Second tour |
| Candidats                | Candidats                | Partis                   | Nuance                   | Voix         | %            | Voix        | %           |
| ------------------------ | ------------------------ | ------------------------ | ------------------------ | ------------ | ------------ | ----------- | ----------- |
|                          | Nolwenn Le Bouter        | LR                       | LR                       | 6 596        | 50,67        | 9 040       | 71,22       |
|                          | Jean-Louis Thiériot      | LR                       | LR                       | 6 596        | 50,67        | 9 040       | 71,22       |
|                          | Aymeric Durox            | RN                       | RN                       | 3 458        | 26,57        | 3 653       | 28,78       |
|                          | Élisabeth Roos           | RN                       | RN                       | 3 458        | 26,57        | 3 653       | 28,78       |
|                          | Julie Garnier            | LFI                      | UG                       | 2 963        | 22,76        |             |             |
|                          | Guy-Bertrand Tchikaya    | PCF                      | UG                       | 2 963        | 22,76        |             |             |
|                          |                          |                          |                          |              |              |             |             |
| Suffrages exprimés       | Suffrages exprimés       | Suffrages exprimés       | Suffrages exprimés       | 13 017       | 95,20        | 12 693      | 89,07       |
| Votes blancs             | Votes blancs             | Votes blancs             | Votes blancs             | 451          | 3,30         | 1 076       | 7,55        |
| Votes nuls               | Votes nuls               | Votes nuls               | Votes nuls               | 206          | 1,51         | 482         | 3,38        |
| Total                    | Total                    | Total                    | Total                    | 13 674       | 100          | 14 251      | 100         |
| Abstention               | Abstention               | Abstention               | Abstention               | 28 637       | 67,68        | 28 072      | 66,33       |
| Inscrits / participation | Inscrits / participation | Inscrits / participation | Inscrits / participation | 42 311       | 32,32        | 42 323      | 33,67       |

### Canton de Nemours
| Candidats                | Candidats                | Partis                   | Nuance                   | Premier tour | Premier tour | Second tour | Second tour |
| Candidats                | Candidats                | Partis                   | Nuance                   | Voix         | %            | Voix        | %           |
| ------------------------ | ------------------------ | ------------------------ | ------------------------ | ------------ | ------------ | ----------- | ----------- |
|                          | Bernard Cozic            | LR                       | LR                       | 4 099        | 34,31        | 7 976       | 67,43       |
|                          | Isoline Garreau          | LR                       | LR                       | 4 099        | 34,31        | 7 976       | 67,43       |
|                          | Reine Lécuyer            | RN                       | RN                       | 3 108        | 26,01        | 3 852       | 32,57       |
|                          | Arnaud Tremaudan         | RN                       | RN                       | 3 108        | 26,01        | 3 852       | 32,57       |
|                          | Yves Boyer               | UDI                      | DVD                      | 2 212        | 18,51        |             |             |
|                          | Anne-Marie Marchand      | DVD                      | DVD                      | 2 212        | 18,51        |             |             |
|                          | Khadija Bertino          | PCF                      | UGE                      | 2 118        | 17,73        |             |             |
|                          | Martin Tricard           | DVG                      | UGE                      | 2 118        | 17,73        |             |             |
|                          | Jacques Aurigny          | POID                     | EXG                      | 411          | 3,44         |             |             |
|                          | Edith Petitjean          | POID                     | EXG                      | 411          | 3,44         |             |             |
|                          |                          |                          |                          |              |              |             |             |
| Suffrages exprimés       | Suffrages exprimés       | Suffrages exprimés       | Suffrages exprimés       | 11 948       | 95,81        | 11 828      | 89,97       |
| Votes blancs             | Votes blancs             | Votes blancs             | Votes blancs             | 342          | 2,74         | 983         | 7,48        |
| Votes nuls               | Votes nuls               | Votes nuls               | Votes nuls               | 180          | 1,44         | 335         | 2,55        |
| Total                    | Total                    | Total                    | Total                    | 12 470       | 100          | 13 146      | 100         |
| Abstention               | Abstention               | Abstention               | Abstention               | 27 928       | 69,13        | 27 260      | 67,47       |
| Inscrits / participation | Inscrits / participation | Inscrits / participation | Inscrits / participation | 40 398       | 30,87        | 40 406      | 32,53       |

### Canton d'Ozoir-la-Ferrière
| Candidats                | Candidats                | Partis                   | Nuance                   | Premier tour | Premier tour | Second tour | Second tour |
| Candidats                | Candidats                | Partis                   | Nuance                   | Voix         | %            | Voix        | %           |
| ------------------------ | ------------------------ | ------------------------ | ------------------------ | ------------ | ------------ | ----------- | ----------- |
|                          | Laurent Gautier          | LREM                     | UGE                      | 4 799        | 42,35        | 6 520       | 52,66       |
|                          | Mireille Munch           | CÉ                       | UGE                      | 4 799        | 42,35        | 6 520       | 52,66       |
|                          | Anne-Laure Fontbonne     | LR                       | LR                       | 3 676        | 32,44        | 5 861       | 47,34       |
|                          | Jean-François Oneto      | LR                       | LR                       | 3 676        | 32,44        | 5 861       | 47,34       |
|                          | Marine Clément-Launay    | RN                       | RN                       | 2 326        | 20,52        |             |             |
|                          | Luca Merlo               | RN                       | RN                       | 2 326        | 20,52        |             |             |
|                          | Alma Recchia             | DLF                      | DSV                      | 532          | 4,69         |             |             |
|                          | Pascal Robert            | DLF                      | DSV                      | 532          | 4,69         |             |             |
|                          |                          |                          |                          |              |              |             |             |
| Suffrages exprimés       | Suffrages exprimés       | Suffrages exprimés       | Suffrages exprimés       | 11 333       | 95,04        | 12 381      | 93,29       |
| Votes blancs             | Votes blancs             | Votes blancs             | Votes blancs             | 416          | 3,49         | 624         | 4,70        |
| Votes nuls               | Votes nuls               | Votes nuls               | Votes nuls               | 175          | 1,47         | 267         | 2,01        |
| Total                    | Total                    | Total                    | Total                    | 11 924       | 100          | 13 272      | 100         |
| Abstention               | Abstention               | Abstention               | Abstention               | 30 934       | 72,18        | 29 598      | 69,04       |
| Inscrits / participation | Inscrits / participation | Inscrits / participation | Inscrits / participation | 42 858       | 27,82        | 42 870      | 30,96       |

### Canton de Pontault-Combault
| Candidats                | Candidats                | Partis                   | Nuance                   | Premier tour | Premier tour | Second tour | Second tour |
| Candidats                | Candidats                | Partis                   | Nuance                   | Voix         | %            | Voix        | %           |
| ------------------------ | ------------------------ | ------------------------ | ------------------------ | ------------ | ------------ | ----------- | ----------- |
|                          | Smaïl Djebara            | PS                       | SOC                      | 2 333        | 26,18        | 6 986       | 71,21       |
|                          | Sara Short-Ferjule       | PS                       | SOC                      | 2 333        | 26,18        | 6 986       | 71,21       |
|                          | Michel Dumont            | RN                       | RN                       | 1 675        | 18,79        | 2 824       | 28,79       |
|                          | Lydie Lecaux             | RN                       | RN                       | 1 675        | 18,79        | 2 824       | 28,79       |
|                          | Jean-Emmanuel Depecker   | LR                       | LR                       | 1 435        | 16,10        |             |             |
|                          | Audrey Guillois          | LR                       | LR                       | 1 435        | 16,10        |             |             |
|                          | Michèle Peyron           | LREM                     | UC                       | 1 360        | 15,26        |             |             |
|                          | Jonathan Zerdoun         | Agir                     | UC                       | 1 360        | 15,26        |             |             |
|                          | Jean Pierre Foubert      | EÉLV                     | ECO                      | 1 170        | 13,13        |             |             |
|                          | Renée Pujola             | EÉLV                     | ECO                      | 1 170        | 13,13        |             |             |
|                          | Lauraine Ligue           | PCF                      | UG                       | 769          | 8,63         |             |             |
|                          | Fernando Oliveira        | LFI                      | UG                       | 769          | 8,63         |             |             |
|                          | Jérôme Bui               | POID                     | EXG                      | 171          | 1,92         |             |             |
|                          | Annie Le Cam             | POID                     | EXG                      | 171          | 1,92         |             |             |
|                          |                          |                          |                          |              |              |             |             |
| Suffrages exprimés       | Suffrages exprimés       | Suffrages exprimés       | Suffrages exprimés       | 8 913        | 96,41        | 9 810       | 91,75       |
| Votes blancs             | Votes blancs             | Votes blancs             | Votes blancs             | 211          | 2,28         | 693         | 6,48        |
| Votes nuls               | Votes nuls               | Votes nuls               | Votes nuls               | 121          | 1,31         | 189         | 1,77        |
| Total                    | Total                    | Total                    | Total                    | 9 245        | 100          | 10 692      | 100         |
| Abstention               | Abstention               | Abstention               | Abstention               | 30 671       | 76,84        | 29 231      | 73,22       |
| Inscrits / participation | Inscrits / participation | Inscrits / participation | Inscrits / participation | 39 916       | 23,16        | 39 923      | 26,78       |

### Canton de Provins
| Candidats                | Candidats                | Partis                   | Nuance                   | Premier tour | Premier tour | Second tour | Second tour |
| Candidats                | Candidats                | Partis                   | Nuance                   | Voix         | %            | Voix        | %           |
| ------------------------ | ------------------------ | ------------------------ | ------------------------ | ------------ | ------------ | ----------- | ----------- |
|                          | Olivier Lavenka          | LR                       | LR                       | 7 051        | 54,94        | 9 190       | 72,41       |
|                          | Sandrine Sosinski        | LR                       | LR                       | 7 051        | 54,94        | 9 190       | 72,41       |
|                          | Atsuko Inukai            | RN                       | RN                       | 2 970        | 23,14        | 3 501       | 27,59       |
|                          | Thomas Leconte           | RN                       | RN                       | 2 970        | 23,14        | 3 501       | 27,59       |
|                          | Philippe Fortin          | SE                       | DVG                      | 2 814        | 21,92        |             |             |
|                          | Margot Seguin            | DVC                      | DVG                      | 2 814        | 21,92        |             |             |
|                          |                          |                          |                          |              |              |             |             |
| Suffrages exprimés       | Suffrages exprimés       | Suffrages exprimés       | Suffrages exprimés       | 12 835       | 95,36        | 12 691      | 91,13       |
| Votes blancs             | Votes blancs             | Votes blancs             | Votes blancs             | 415          | 3,08         | 882         | 6,33        |
| Votes nuls               | Votes nuls               | Votes nuls               | Votes nuls               | 209          | 1,55         | 353         | 2,53        |
| Total                    | Total                    | Total                    | Total                    | 13 459       | 100          | 13 926      | 100         |
| Abstention               | Abstention               | Abstention               | Abstention               | 25 415       | 65,38        | 24 962      | 64,19       |
| Inscrits / participation | Inscrits / participation | Inscrits / participation | Inscrits / participation | 38 874       | 34,62        | 38 888      | 35,81       |

### Canton de Saint-Fargeau-Ponthierry
| Candidats                | Candidats                   | Partis                   | Nuance                   | Premier tour | Premier tour | Second tour | Second tour |
| Candidats                | Candidats                   | Partis                   | Nuance                   | Voix         | %            | Voix        | %           |
| ------------------------ | --------------------------- | ------------------------ | ------------------------ | ------------ | ------------ | ----------- | ----------- |
|                          | Vincent Paul-Petit          | LR                       | LR                       | 2 145        | 26,49        | 4 636       | 56,27       |
|                          | Véronique Veau              | LR                       | LR                       | 2 145        | 26,49        | 4 636       | 56,27       |
|                          | Lionel Walker               | DVG                      | UGE                      | 1 756        | 21,68        | 3 603       | 43,73       |
|                          | Salima Yenbou               | GÉ                       | UGE                      | 1 756        | 21,68        | 3 603       | 43,73       |
|                          | Angela Colucci              | RN                       | RN                       | 1 679        | 20,73        |             |             |
|                          | Lilian Serre                | RN                       | RN                       | 1 679        | 20,73        |             |             |
|                          | Jean-Michel Gambier         | EÉLV                     | ECO                      | 1 073        | 13,25        |             |             |
|                          | Laurence Laffitte-Goncalves | EÉLV                     | ECO                      | 1 073        | 13,25        |             |             |
|                          | Jérôme Guyard               | LR                       | DVD                      | 820          | 10,13        |             |             |
|                          | Françoise Perreau           | DVD                      | DVD                      | 820          | 10,13        |             |             |
|                          | Vincent Benoist             | PCF                      | COM                      | 625          | 7,72         |             |             |
|                          | Sarah Machrouh              | PCF                      | COM                      | 625          | 7,72         |             |             |
|                          |                             |                          |                          |              |              |             |             |
| Suffrages exprimés       | Suffrages exprimés          | Suffrages exprimés       | Suffrages exprimés       | 8 098        | 97,09        | 8 239       | 92,65       |
| Votes blancs             | Votes blancs                | Votes blancs             | Votes blancs             | 153          | 1,83         | 439         | 4,94        |
| Votes nuls               | Votes nuls                  | Votes nuls               | Votes nuls               | 90           | 1,08         | 215         | 2,42        |
| Total                    | Total                       | Total                    | Total                    | 8 341        | 100          | 8 893       | 100         |
| Abstention               | Abstention                  | Abstention               | Abstention               | 23 535       | 73,83        | 22 994      | 72,11       |
| Inscrits / participation | Inscrits / participation    | Inscrits / participation | Inscrits / participation | 31 876       | 26,17        | 31 887      | 27,89       |

### Canton de Savigny-le-Temple
| Candidats                | Candidats                | Partis                   | Nuance                   | Premier tour | Premier tour | Second tour | Second tour |
| Candidats                | Candidats                | Partis                   | Nuance                   | Voix         | %            | Voix        | %           |
| ------------------------ | ------------------------ | ------------------------ | ------------------------ | ------------ | ------------ | ----------- | ----------- |
|                          | Éric Bareille            | PS                       | SOC                      | 2 680        | 27,53        | 7 104       | 67,97       |
|                          | Marie-Line Pichery       | PS                       | SOC                      | 2 680        | 27,53        | 7 104       | 67,97       |
|                          | Martine Demonchy         | RN                       | RN                       | 2 090        | 21,47        | 3 348       | 32,03       |
|                          | Alain Rouvellat          | RN                       | RN                       | 2 090        | 21,47        | 3 348       | 32,03       |
|                          | Hamza Elhiyani           | UDI                      | UCD                      | 1 933        | 19,86        |             |             |
|                          | Valérie Poupard          | LR                       | UCD                      | 1 933        | 19,86        |             |             |
|                          | Patrick Fèvre            | LREM                     | REM                      | 1 270        | 13,05        |             |             |
|                          | Charlyne Péculier        | LREM                     | REM                      | 1 270        | 13,05        |             |             |
|                          | Lydia Labertrandie       | EELV                     | UGE                      | 1 159        | 11,91        |             |             |
|                          | Gérald Sutrooghen        | LFI                      | UGE                      | 1 159        | 11,91        |             |             |
|                          | Aurélia Amrane           | GE                       | ECO                      | 603          | 6,19         |             |             |
|                          | Norman Noviant           | GE                       | ECO                      | 603          | 6,19         |             |             |
|                          |                          |                          |                          |              |              |             |             |
| Suffrages exprimés       | Suffrages exprimés       | Suffrages exprimés       | Suffrages exprimés       | 9 735        | 92,26        | 10 452      | 90,34       |
| Votes blancs             | Votes blancs             | Votes blancs             | Votes blancs             | 715          | 6,78         | 966         | 8,35        |
| Votes nuls               | Votes nuls               | Votes nuls               | Votes nuls               | 102          | 0,97         | 151         | 1,31        |
| Total                    | Total                    | Total                    | Total                    | 10 552       | 100          | 11 569      | 100         |
| Abstention               | Abstention               | Abstention               | Abstention               | 31 978       | 75,19        | 30 971      | 72,80       |
| Inscrits / participation | Inscrits / participation | Inscrits / participation | Inscrits / participation | 42 530       | 24,81        | 42 540      | 27,20       |

### Canton de Serris
| Candidats                | Candidats                | Partis                   | Nuance                   | Premier tour | Premier tour | Second tour | Second tour |
| Candidats                | Candidats                | Partis                   | Nuance                   | Voix         | %            | Voix        | %           |
| ------------------------ | ------------------------ | ------------------------ | ------------------------ | ------------ | ------------ | ----------- | ----------- |
|                          | Thierry Cerri            | DVD                      | DVD                      | 4 170        | 35,25        | 9 049       | 73,09       |
|                          | Anne Gbiorczyk           | DVD                      | DVD                      | 4 170        | 35,25        | 9 049       | 73,09       |
|                          | Aurélie Cordonnier       | RN                       | RN                       | 2 906        | 24,56        | 3 331       | 26,91       |
|                          | Éric Gérard              | RN                       | RN                       | 2 906        | 24,56        | 3 331       | 26,91       |
|                          | Stéphane Boudy           | PRG                      | UGE                      | 2 788        | 23,57        |             |             |
|                          | Véronique Germann        | DVG                      | UGE                      | 2 788        | 23,57        |             |             |
|                          | Miriam-Elisabeth Calvere | DVC                      | DVC                      | 1 967        | 16,63        |             |             |
|                          | Pierre-Louis Magnani     | DVC                      | DVC                      | 1 967        | 16,63        |             |             |
|                          |                          |                          |                          |              |              |             |             |
| Suffrages exprimés       | Suffrages exprimés       | Suffrages exprimés       | Suffrages exprimés       | 11 831       | 95,50        | 12 380      | 91,08       |
| Votes blancs             | Votes blancs             | Votes blancs             | Votes blancs             | 397          | 3,20         | 954         | 7,02        |
| Votes nuls               | Votes nuls               | Votes nuls               | Votes nuls               | 160          | 1,29         | 258         | 1,90        |
| Total                    | Total                    | Total                    | Total                    | 12 388       | 100          | 13 592      | 100         |
| Abstention               | Abstention               | Abstention               | Abstention               | 33 558       | 73,04        | 32 374      | 70,43       |
| Inscrits / participation | Inscrits / participation | Inscrits / participation | Inscrits / participation | 45 946       | 26,96        | 45 966      | 29,57       |

### Canton de Torcy
| Candidats                | Candidats                | Partis                   | Nuance                   | Premier tour | Premier tour | Second tour | Second tour |
| Candidats                | Candidats                | Partis                   | Nuance                   | Voix         | %            | Voix        | %           |
| ------------------------ | ------------------------ | ------------------------ | ------------------------ | ------------ | ------------ | ----------- | ----------- |
|                          | Yann Dubosc              | LR                       | LR                       | 1 690        | 22,59        | 4 136       | 52,22       |
|                          | Claudine Thomas          | LR                       | LR                       | 1 690        | 22,59        | 4 136       | 52,22       |
|                          | Mehdi Bekkouche          | EÉLV                     | ECO                      | 1 138        | 15,21        | 3 784       | 47,78       |
|                          | Henriette Lindaye        | EÉLV                     | ECO                      | 1 138        | 15,21        | 3 784       | 47,78       |
|                          | Marie-Luce Nemo          | PS                       | UG                       | 1 100        | 14,70        |             |             |
|                          | Marc Pinoteau            | PS                       | UG                       | 1 100        | 14,70        |             |             |
|                          | Konthear Biv             | RN                       | RN                       | 1 092        | 14,60        |             |             |
|                          | Sylvie Florquin          | RN                       | RN                       | 1 092        | 14,60        |             |             |
|                          | Martine Duvernois        | UDI                      | UCD                      | 852          | 11,39        |             |             |
|                          | Alan Houdelette          | Agir                     | UCD                      | 852          | 11,39        |             |             |
|                          | Gérard Eude              | TdP                      | UCG                      | 654          | 8,74         |             |             |
|                          | Zahia Quinquis           | DVG                      | UCG                      | 654          | 8,74         |             |             |
|                          | Rodolphe Albero          | PCF                      | UG                       | 558          | 7,46         |             |             |
|                          | Amina Bouarour           | LFI                      | UG                       | 558          | 7,46         |             |             |
|                          | Cécile Delattre          | SE                       | DVD                      | 397          | 5,31         |             |             |
|                          | Fabrice Manni            | SE                       | DVD                      | 397          | 5,31         |             |             |
|                          |                          |                          |                          |              |              |             |             |
| Suffrages exprimés       | Suffrages exprimés       | Suffrages exprimés       | Suffrages exprimés       | 7 481        | 95,95        | 7 920       | 92,76       |
| Votes blancs             | Votes blancs             | Votes blancs             | Votes blancs             | 206          | 2,04         | 450         | 5,27        |
| Votes nuls               | Votes nuls               | Votes nuls               | Votes nuls               | 110          | 1,41         | 168         | 1,97        |
| Total                    | Total                    | Total                    | Total                    | 7 797        | 100          | 8 538       | 100         |
| Abstention               | Abstention               | Abstention               | Abstention               | 23 782       | 75,31        | 23 050      | 72,97       |
| Inscrits / participation | Inscrits / participation | Inscrits / participation | Inscrits / participation | 31 579       | 24,69        | 31 588      | 27,03       |

### Canton de Villeparisis
| Candidats                | Candidats                 | Partis                   | Nuance                   | Premier tour | Premier tour | Second tour | Second tour |
| Candidats                | Candidats                 | Partis                   | Nuance                   | Voix         | %            | Voix        | %           |
| ------------------------ | ------------------------- | ------------------------ | ------------------------ | ------------ | ------------ | ----------- | ----------- |
|                          | Frédéric Bouche           | PS                       | UG                       | 2 713        | 35,48        | 4 042       | 47,93       |
|                          | Isabelle Sausset          | G.s                      | UG                       | 2 713        | 35,48        | 4 042       | 47,93       |
|                          | Emma Abreu                | LREM                     | UCD                      | 2 479        | 32,42        | 4 391       | 52,07       |
|                          | Xavier Vanderbise         | LR                       | UCD                      | 2 479        | 32,42        | 4 391       | 52,07       |
|                          | Kevin Guyon               | RN                       | RN                       | 1 643        | 21,49        |             |             |
|                          | Christelle L'Equilbec     | RN                       | RN                       | 1 643        | 21,49        |             |             |
|                          | Nabila Flih               | SE                       | DIV                      | 356          | 4,66         |             |             |
|                          | Romuald Riffault          | SE                       | DIV                      | 356          | 4,66         |             |             |
|                          | Émilie Deschamps          | SE                       | DIV                      | 351          | 4,59         |             |             |
|                          | Claude Sicre de Fontbrune | DVC                      | DIV                      | 351          | 4,59         |             |             |
|                          | Valentin Auger            | PP                       | DIV                      | 104          | 1,36         |             |             |
|                          | Julia Frizziero           | PP                       | DIV                      | 104          | 1,36         |             |             |
|                          |                           |                          |                          |              |              |             |             |
| Suffrages exprimés       | Suffrages exprimés        | Suffrages exprimés       | Suffrages exprimés       | 7 646        | 95,29        | 8 433       | 93,60       |
| Votes blancs             | Votes blancs              | Votes blancs             | Votes blancs             | 264          | 3,29         | 361         | 4,01        |
| Votes nuls               | Votes nuls                | Votes nuls               | Votes nuls               | 114          | 1,42         | 216         | 2,40        |
| Total                    | Total                     | Total                    | Total                    | 8 024        | 100          | 9 010       | 100         |
| Abstention               | Abstention                | Abstention               | Abstention               | 24 277       | 75,16        | 23 268      | 72,09       |
| Inscrits / participation | Inscrits / participation  | Inscrits / participation | Inscrits / participation | 32 301       | 24,84        | 32 278      | 27,91       |